# 夢の世界を
『夢の世界を』（ゆめのせかいを）は、芙龍明子（ふりゅうあきこ）の作詞、橋本祥路（はしものしょうじ）の作曲による日本の合唱曲。橋本の代表作の一つである。混声三部合唱。同声二部合唱もある。主に小中学校などで多く歌われる。中学校の教科書には、斉唱から混声三部合唱が載っている。
楽譜は数種類が出版されている。教育芸術社版の楽譜では前奏や間奏が省略されているものがあるが、音楽之友社版の楽譜では省略されていない。また、橋本自身によってピアノ演奏されたものである。
ハ長調。8分の6拍子。混声三部合唱がスタンダード。基本はソプラノ、アルト、テナーに分けられる。中学で合唱コンクールに歌われることが多い。

## 録音
- 杉並混声合唱団
  - 2000年『小学生のための「ハロー！マイソング」(12)高学年向き(4)』（ビクター VICS-61044）収録
- 杉並児童合唱団
  - 2002年11月18日発売『子供の歌(4) みんなのゆめ』（キープ／日本クラウン、CD：TCD-504／カセット：TMC-504）収録
- 小金井市立緑中学校
  - 2004年『橋本祥路 ベストセレクション ［混声編］』（フォンテック EFCD4078/9）収録
- ひまわりキッズ
  - 2004年『想い出がいっぱい〜旅立ちの日に 3〜』（キング KICS-1063）などに収録
- 平松剛一、菊池大成 & 平松混声合唱団
  - 2008年『クラス合唱曲集 ニューヒットコーラス ベストソング 改訂版』（フォンテック EFCD-4129/33）収録
- タンポポ児童合唱団
  - 教育芸術社のポケット歌集『歌はともだち』関連のCDに収録